# Веслування на байдарках і каное на літніх Олімпійських іграх 2016 — байдарки-четвірки, 500 метрів (жінки)
Змагання з веслування на байдарках-четвірках на дистанції 500 м серед жінок на літніх Олімпійських іграх 2016 пройшли 19-20 серпня на озері Родріго-де-Фрейташ.

## Порядок проведення
Змагання включатиме кваліфікаційні запливи, півфінали та фінал.

## Розклад
Хронологія за бразильським часом (UTC−3)
| Дата                | Час        | Етап                  |
| ------------------- | ---------- | --------------------- |
| 19 серпня, п'ятниця | 9:37 10:37 | Кваліфікація Півфінал |
| 20 серпня, субота   | 09:40      | Фінал                 |

## Результати

### Кваліфікація

#### Перший кваліфікаційний заплив
| Місце | Ім'я                                                               | Країна                | Час      | Примітки |
| ----- | ------------------------------------------------------------------ | --------------------- | -------- | -------- |
| 1     | Маргарита Махньова Надія Попок Ольга Худенко Марина Полторан       | Білорусь (BLR)        | 1:30.320 | FA       |
| 2     | Марта Вальчикевич Едита Дзенішевська Кароліна Ная Беата Міколайчик | Польща (POL)          | 1:33.020 | SF       |
| 3     | Джеймі Ловетт Кайла Імрі Еймі Фішер Кейтлін Раян                   | Нова Зеландія (NZL)   | 1:33.782 | SF       |
| 4     | Інна Клінова Ірина Подойнікова Наталія Сергєєва Зоя Ананченко      | Казахстан (KAZ)       | 1:36.127 | SF       |
| 5     | Джессіка Вокер Рейчел Кавторн Ребека Саймон Луїза Саверс           | Велика Британія (GBR) | 1:36.853 | SF       |
| 6     | Манон Остан Амандін Лоте Леа Жамело Сара Троель                    | Франція (FRA)         | 1:37.038 | SF       |
| 7     | Магдалена Гарро Бренда Рохас Сабріна Амегіно Александра Керестеші  | Аргентина (ARG)       | 1:37.645 | SF       |

#### Другий кваліфікаційний заплив
| Місце | Ім'я                                                                     | Країна          | Час      | Примітки |
| ----- | ------------------------------------------------------------------------ | --------------- | -------- | -------- |
| 1     | Габріелла Сабо Данута Козак Тамара Чіпеш Крістіна Фазекаш                | Угорщина (HUN)  | 1:29.497 | FA       |
| 2     | Марія Повх Світлана Ахадова Анастасія Тодорова Інна Грищук               | Україна (UKR)   | 1:31.727 | SF       |
| 3     | Сабріна Герінг Франціска Вебер Штеффі Крігерштайн Тіна Дітце             | Німеччина (GER) | 1:33.185 | SF       |
| 4     | Андреанн Ланглуа Емілі Фурнель Женев'єв Ортон Кетлін Фрейзер             | Канада (CAN)    | 1:34.269 | SF       |
| 5     | Емма Єргенсен Амалі Томсен Іда Віллумсен Генрієтта Гансен                | Данія (DEN)     | 1:36.675 | SF       |
| 6     | Жень Веньцзюнь Ма Цін Лі Юе Лю Хайпін                                    | Китай (CHN)     | 1:38.730 | SF       |
| 7     | Ніколіна Молдован Міліца Старович Далма Ружічіч-Бенедек Олівера Молдован | Сербія (SRB)    | 1:39.316 | SF       |

### Півфінали

#### Перший півфінал
| Місце | Ім'я                                                              | Країна              | Час      | Примітки |
| ----- | ----------------------------------------------------------------- | ------------------- | -------- | -------- |
| 1     | Джеймі Ловетт Кайла Імрі Еймі Фішер Кейтлін Раян                  | Нова Зеландія (NZL) | 1:34.778 | FA       |
| 2     | Марія Повх Світлана Ахадова Анастасія Тодорова Інна Грищук        | Україна (UKR)       | 1:35.512 | FA       |
| 3     | Емма Єргенсен Амалі Томсен Іда Віллумсен Генрієтта Гансен         | Данія (DEN)         | 1:36.302 | FA       |
| 4     | Жень Веньцзюнь Ма Цін Лі Юе Лю Хайпін                             | Китай (CHN)         | 1:37.055 | FB       |
| 5     | Інна Клінова Ірина Подойнікова Наталія Сергєєва Зоя Ананченко     | Казахстан (KAZ)     | 1:37.423 | FB       |
| 6     | Магдалена Гарро Бренда Рохас Сабріна Амегіно Александра Керестеші | Аргентина (ARG)     | 1:38.579 | FB       |

#### Другий півфінал
| Місце | Ім'я                                                                     | Країна                | Час      | Примітки |
| ----- | ------------------------------------------------------------------------ | --------------------- | -------- | -------- |
| 1     | Сабріна Герінг Франціска Вебер Штеффі Крігерштайн Тіна Дітце             | Німеччина (GER)       | 1:34.710 | FA       |
| 2=    | Андреанн Ланглуа Емілі Фурнель Женев'єв Ортон Кетлін Фрейзер             | Канада (CAN)          | 1:36.254 | FA       |
| 2=    | Джессіка Вокер Рейчел Кавторн Ребека Саймон Луїза Саверс                 | Велика Британія (GBR) | 1:36.254 | FA       |
| 4     | Марта Вальчикевич Едита Дзенішевська Кароліна Ная Беата Міколайчик       | Польща (POL)          | 1:36.532 | FB       |
| 5     | Ніколіна Молдован Міліца Старович Далма Ружічіч-Бенедек Олівера Молдован | Сербія (SRB)          | 1:38.398 | FB       |
| 6     | Манон Остан Амандін Лоте Леа Жамело Сара Троель                          | Франція (FRA)         | 1:39.069 | FB       |

### Фінали

#### Фінал B
| Місце | Спортсменка                                                              | Країна          | Час      |
| ----- | ------------------------------------------------------------------------ | --------------- | -------- |
| 9     | Марта Вальчикевич Едита Дзенішевська Кароліна Ная Беата Міколайчик       | Польща (POL)    | 1:37.658 |
| 10    | Інна Клінова Ірина Подойнікова Наталія Сергєєва Зоя Ананченко            | Казахстан (KAZ) | 1:39.419 |
| 11    | Жень Веньцзюнь Ма Цін Лі Юе Лю Хайпін                                    | Китай (CHN)     | 1:40.071 |
| 12    | Манон Остан Амандін Лоте Леа Жамело Сара Троель                          | Франція (FRA)   | 1:41.069 |
| 13    | Магдалена Гарро Бренда Рохас Сабріна Амегіно Александра Керестеші        | Аргентина (ARG) | 1:41.394 |
| 14    | Ніколіна Молдован Міліца Старовіч Далма Ружічіч-Бенедек Олівера Молдован | Сербія (SRB)    | 1:42.818 |

#### Фінал A
| Місце | Спортсменка                                                  | Країна                | Час      |
| ----- | ------------------------------------------------------------ | --------------------- | -------- |
| 1     | Габріелла Сабо Данута Козак Тамара Чипеш Крістіна Фазекаш    | Угорщина (HUN)        | 1:34.482 |
| 2     | Сабріна Герінг Франціска Вебер Штеффі Крігерштайн Тіна Дітце | Німеччина (GER)       | 1:35.383 |
| 3     | Маргарита Махньова Надія Попок Ольга Худенко Марина Полторан | Білорусь (BLR)        | 1:36.908 |
| 4     | Марія Повх Світлана Ахадова Анастасія Тодорова Інна Грищук   | Україна (UKR)         | 1:37.214 |
| 5     | Джеймі Ловетт Кайла Імрі Еймі Фішер Кейтлін Раян             | Нова Зеландія (NZL)   | 1:38.198 |
| 6     | Емма Єргенсен Амалі Томсен Іда Віллумсен Генрієтта Гансен    | Данія (DEN)           | 1:39.057 |
| 7     | Джессіка Вокер Рейчел Кавторн Ребека Саймон Луїза Саверс     | Велика Британія (GBR) | 1:40.043 |
| 8     | Андреанн Ланглуа Емілі Фурнель Женев'єв Ортон Кетлін Фрейзер | Канада (CAN)          | 1:40.733 |